# Моц, Карл
Карл Моц (нем. Karl Motz; 16 октября 1906, Лангула, Тюрингия — 1978?) — нацистский функционер, руководитель образовательного управления Главного управления СС по вопросам расы и поселения.

## Биография
По профессии инженер-строитель.
Вступил в СА в Мюнхене (7.4.1929). Штурмбаннфюрер СА (18.12.1931).
Вступил в НСДАП (19.4.1929, № 122.014). Работал в штаб-квартире НСДАП в Мюнхене.
В 1933 г. переведен в СС (№ 242.280).
Начальник главного отдела в Имперском ведомстве продовольствия (5.1933-10.4.1935). Начальник Управления по вопросам обучения РуСХА, одновременно начальник Имперского управления аграрной политики НСДАП (до 16.2.1937).
В годы Второй мировой войны — офицер вермахта.

## Сочинения
- Grundlagen und Voraussetzungen deutscher Raumpolitik. München: Eher Nachf., 1933.
- Blut und Boden, die Grundlagen der deutschen Zukunft. Berlin: Zeitgeschichte, 1934.
- Landflucht, Exportpolitik und Ostraum-Idee. München: Eher, 1939.